# Anguloa brevilabris
Anguloa brevilabris es una orquídea de hábito terrestre originaria de  Sudamérica.

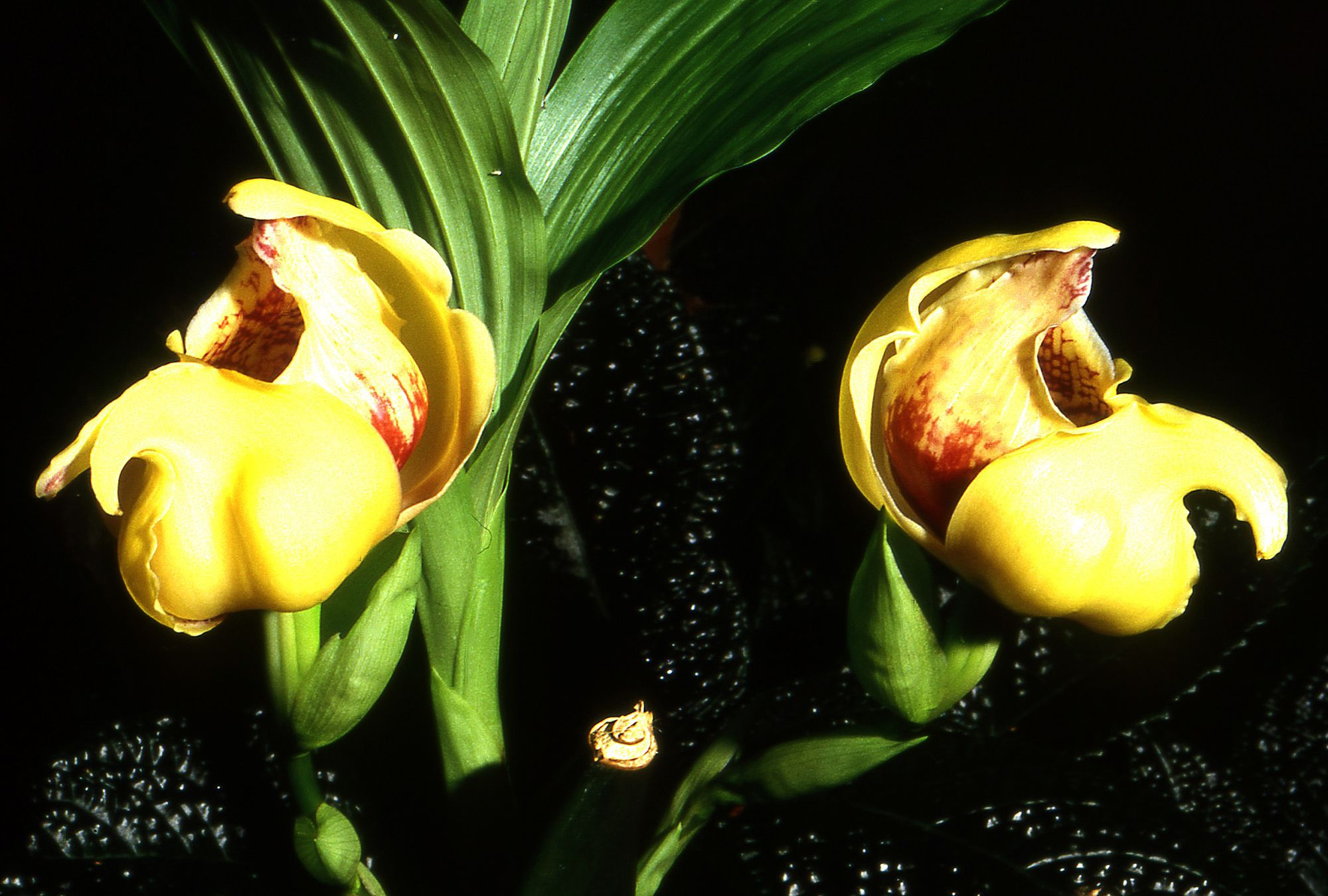
Flores

## Características
Es una orquídea de gran tamaño, de hábito terrestre, que prefiere el clima cálido, con grandes pseudobulbos verde oscuros,  ocasionalmente con espinas después de la caída de las hojas y con 4 hojas, oblanceoladas. Florece en el verano en una inflorescencia de 10 a 15 cm de largo con 4-6 flores, infladas con revestimiento de brácteas y llevando flores muy fragantes.

## Distribución y hábitat
Se encuentra en Colombia y Perú en los bosques  en elevaciones de 1400 a 2300 metros.

## Taxonomía
Anguloa brevilabris fue descrita por Robert Allen Rolfe y publicado en Orchid Review 23: 292. 1915.
Etimología
Anguloa (abreviado Ang.): nombre genérico otorgado en honor de  "Francisco de Angulo", director de las minas de Perú y un aficionado a las orquídeas del tiempo en que llegaron  Ruiz y Pav. a ese país.
brevilabris: epíteto latino que significa "con labelo corto".
Sinonimia
- Anguloa goldschmidtiana Schltr.
- Anguloa × ruckeri var. retusa Rchb.f.
- Anguloa sagittata Summerh.[2][5][6]